# Daphny van den Brand
Daphny van den Brand, née le 6 avril 1978 à Zeeland, est une coureuse cycliste néerlandaise. Spécialisée en cyclo-cross, elle a été championne du monde de cette discipline en 2003, quatre fois championne d'Europe entre 2006 et 2011, et détient onze titres nationaux. Elle met un terme à sa carrière à l'issue de la saison 2011-2012

## Palmarès en cyclo-cross

### Saison de cyclo-cross
- 1993-1994
  - 3e du championnat des Pays-Bas de cyclo-cross
- 1997-1998
  -  Championne des Pays-Bas de cyclo-cross
- 1998-1999
  -  Championne des Pays-Bas de cyclo-cross
- 1999-2000
  -  Championne des Pays-Bas de cyclo-cross
  -  Médaillé de bronze du championnat du monde de cyclo-cross
- 2000-2001
  -  Championne des Pays-Bas de cyclo-cross
  -  Médaillé de bronze du championnat du monde de cyclo-cross
- 2001-2002
  -  Championne des Pays-Bas de cyclo-cross
  -  Médaillé de bronze du championnat du monde de cyclo-cross
- 2002-2003
  -  Championne du monde de cyclo-cross
  -  Championne des Pays-Bas de cyclo-cross
  - Classement général de la Coupe du monde
    - Coupe du monde #1, Francfort
    - Coupe du monde #2, Kalmthout
    - Coupe du monde #3, Liévin
    - Coupe du monde #4, Wetzikon
    - Coupe du monde #5, Hoogerheide
- 2003-2004
  - Coupe du monde #1, Turin
  - 2e du championnat des Pays-Bas de cyclo-cross
- 2004-2005
  -  Championne des Pays-Bas de cyclo-cross
  - Classement général de la Coupe du monde (non officiel)
    - Coupe du monde #1, Pijnacker
    - Coupe du monde #2, Milan
- 2005-2006
  -  Championne des Pays-Bas de cyclo-cross
  - Classement général de la Coupe du monde (non officiel) 
    - Coupe du monde #1, Kalmthout
    - Coupe du monde #2, Pijnacker
    - Coupe du monde #3, Milan
    - Coupe du monde #4, Hofstade
    - Coupe du monde #5, Hooglede-Gits
    - Coupe du monde #6, Liévin
    - Coupe du monde #7, Hoogerheide

  - 2e du championnat d'Europe de cyclo-cross
  -  Médaillée de bronze du championnat du monde de cyclo-cross
- 2006-2007
  -  Championne des Pays-Bas de cyclo-cross
  -  Championne d'Europe de cyclo-cross
- 2007-2008
  -  Championne d'Europe de cyclo-cross
  - Coupe du monde #1, Kalmthout
  - Coupe du monde #3, Coxyde
  - Coupe du monde #4, Milan
  - Classement général du Trophée GvA
  - 2e du championnat des Pays-Bas de cyclo-cross
- 2008-2009
  -  Championne des Pays-Bas de cyclo-cross
  - Coupe du monde #1, Kalmthout
  - Coupe du monde #8, Milan
  - Classement général du Trophée GvA
- 2009-2010
  -  Championne des Pays-Bas de cyclo-cross
  - Classement général de la Coupe du monde
    - Coupe du monde #4, Kalmthout

  - Classement général du Trophée GvA
    - Trophée GvA #1 - Cyclo-Cross de la Citadelle
    - Trophée GvA #3 - Azencross

  - Openingsveldrit van Harderwijk, Harderwijk
  - Scheldecross, Anvers
  -  Médaillée d'argent du championnat d'Europe de cyclo-cross
- 2010-2011
  -  Championne d'Europe de cyclo-cross
  - Nacht van Woerden, Woerden
  - Superprestige, Zonhoven
  - Trophée GvA #5 - Internationale Sluitingsprijs, Oostmalle
  - 2e du championnat des Pays-Bas de cyclo-cross
  - 6e de la Coupe du monde
- 2011-2012
  -  Championne d'Europe de cyclo-cross
  - Classement général de la Coupe du monde
    - Coupe du monde #3, Coxyde

  - Superprestige #3, Hamme-Zogge
  - Superprestige #7, Hoogstraten
  - Superprestige #8, Middelkerke
  - Classement général du Trophée GvA
    - Trophée GvA #4 - Grand Prix Sven Nys, Baal
    - Trophée GvA #6 - Internationale Sluitingsprijs, Oostmalle

  - 11e Kiremko Nacht van Woerden, Woerden
  - GP Heuts, Heerlen
  -  Médaillée d'argent du championnat du monde de cyclo-cross
  - 2e du championnat des Pays-Bas de cyclo-cross

## Palmarès en VTT
- 2000
  - 2e du championnat des Pays-Bas de cross-country
- 2001
  - 3e du championnat des Pays-Bas de cross-country
- 2002
  -  Championne des Pays-Bas de cross-country